# Premjer-Liga 1937 (mannenbasketbal)
Premjer-Liga 1937 was de 7e editie van het beste Sovjet- basketbalkampioenschap voor heren gespeeld voor basketbalclubs uit Sovjet-Unie, in deze tijd heette de competitie nog Eerste groep. Het was de eerste keer dat een kampioenschap werd gespeeld tussen clubs, en niet tussen steden. De competitie werd gespeeld van 16 augustus 1937 tot 19 augustus 1937. De eindoverwinning ging naar Boerevestnik Leningrad.

## Wedstrijdstatistieken

### Tweede fase
| pos    | club                     | wed | w | g | v | pnt | dv | dt | ds  |
| ------ | ------------------------ | --- | - | - | - | --- | -- | -- | --- |
| Goud   | Dinamo Moskou            | 3   | 3 | 0 | 0 | 9   | 88 | 61 | +27 |
| Zilver | Krasnaja Zarja Leningrad | 3   | 1 | 1 | 1 | 6   | 79 | 78 | +1  |
| Brons  | Lokomotiv Moskou         | 3   | 1 | 1 | 1 | 6   | 83 | 86 | -3  |
| 4      | Dinamo Leningrad         | 3   | 0 | 0 | 3 | 3   | 56 | 81 | -25 |

- winst = 3 pnt, gelijk = 2 pnt, verlies = 1 pnt

|  | Kampioen   |
|  | Degradatie |
|  | Promotie   |